# Ljubuški
Ljubuški  [ˈʎubuʃki] (en cyrillique : Љубушки) est une ville et une municipalité de Bosnie-Herzégovine située dans le canton de l'Herzégovine de l'Ouest et dans la fédération de Bosnie-et-Herzégovine. Selon les premiers résultats du recensement bosnien de 2013, la ville intra muros compte 4 023 habitants et la municipalité 28 184.

## Géographie

### Situation et étendue

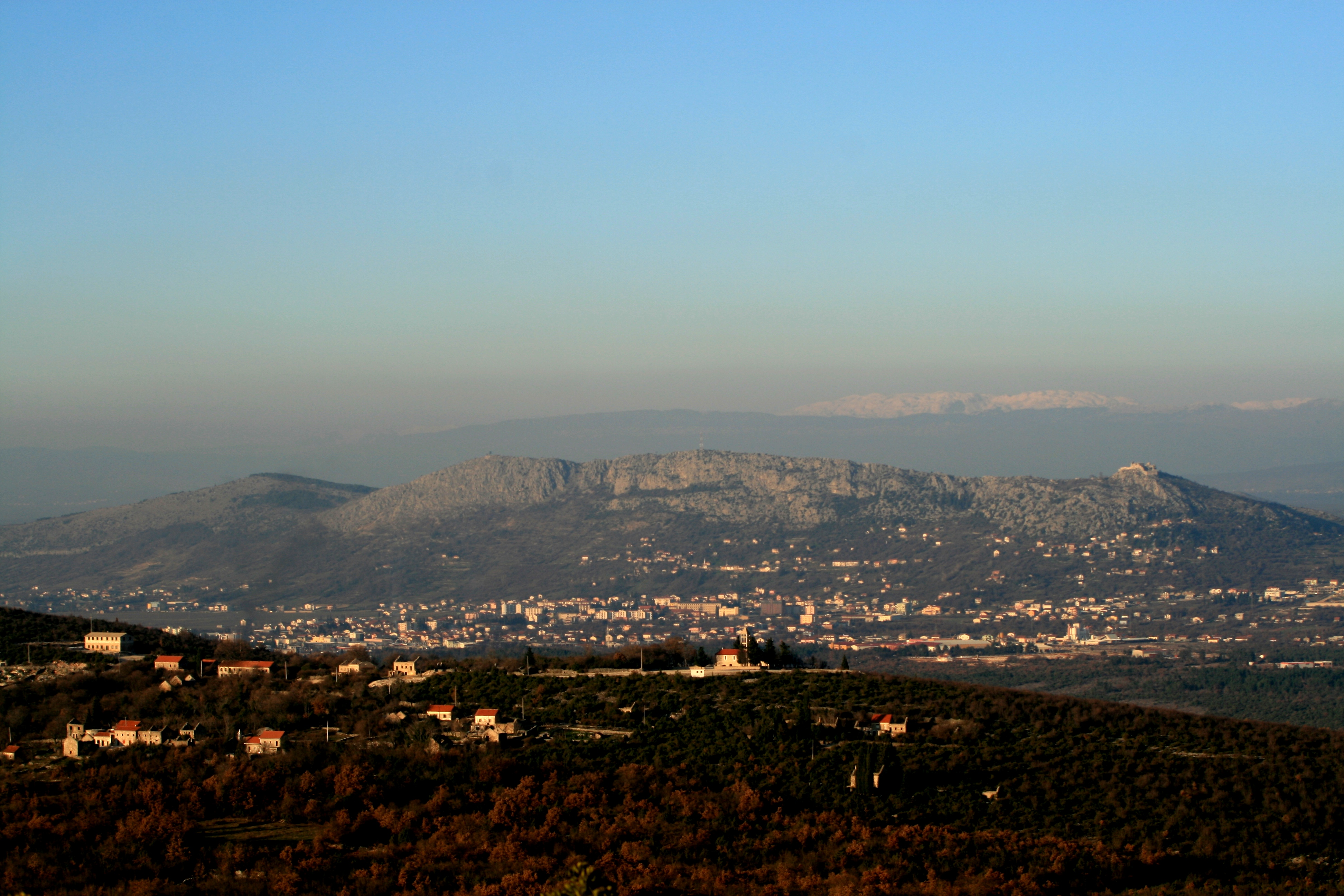
Vue méridionale de Ljubuški (en arrière-plan) et de la localité de Hardomilje (premier plan)

Ljubuški est située à l'ouest de la Herzégovine, directement à la frontière avec la Croatie. Les communes limitrophes sont Čapljina au sud, Čitluk à l'est, Grude et Široki Brijeg au nord, et sur le versant croate Metković et Vrgorac à l'ouest. Les grandes villes les plus proches sont Mostar à 36 km à l'est et Split à 120 km au nord. La ville est éloignée de 170 km de la capitale Sarajevo.
Autrefois, Ljubuški était un centre administratif de l'Herzégovine occidentale. C'est au milieu des années 1990 que la commune perd ce statut au profit de Široki Brijeg à cause des nouvelles frontières cantonales définies au sein de la fédération de Bosnie-et-Herzégovine. Ljubuški se situe désormais géographiquement en marge du canton de l'Herzégovine de l'Ouest.
Le territoire communal de Ljubuški s'étend sur 292,7 km2,. La ville s'étend de la montagne Buturovica jusqu'à loin dans une dépression orientée vers le sud. Toutefois, le territoire de la ville n'occupe qu'une partie réduite du territoire communal car à côté de la ville en elle-même se trouvent 34 autres localités : Bijača, Cerno, Crnopod, Crveni Grm, Dole, Grab, Grabovnik, Gradska, Greda, Grljevići, Hardomilje, Hrašljani, Humac, Kašče, Klobuk, Lipno, Lisice, Miletina, Mostarska Vrata, Orahovlje, Otok, Pregrađe, Proboj, Prolog, Radišići, Stubica, Studenci, Šipovača, Teskera, Vašarovići, Veljaci, Vitina, Vojnići et Zvirići.

### Paysage et nature

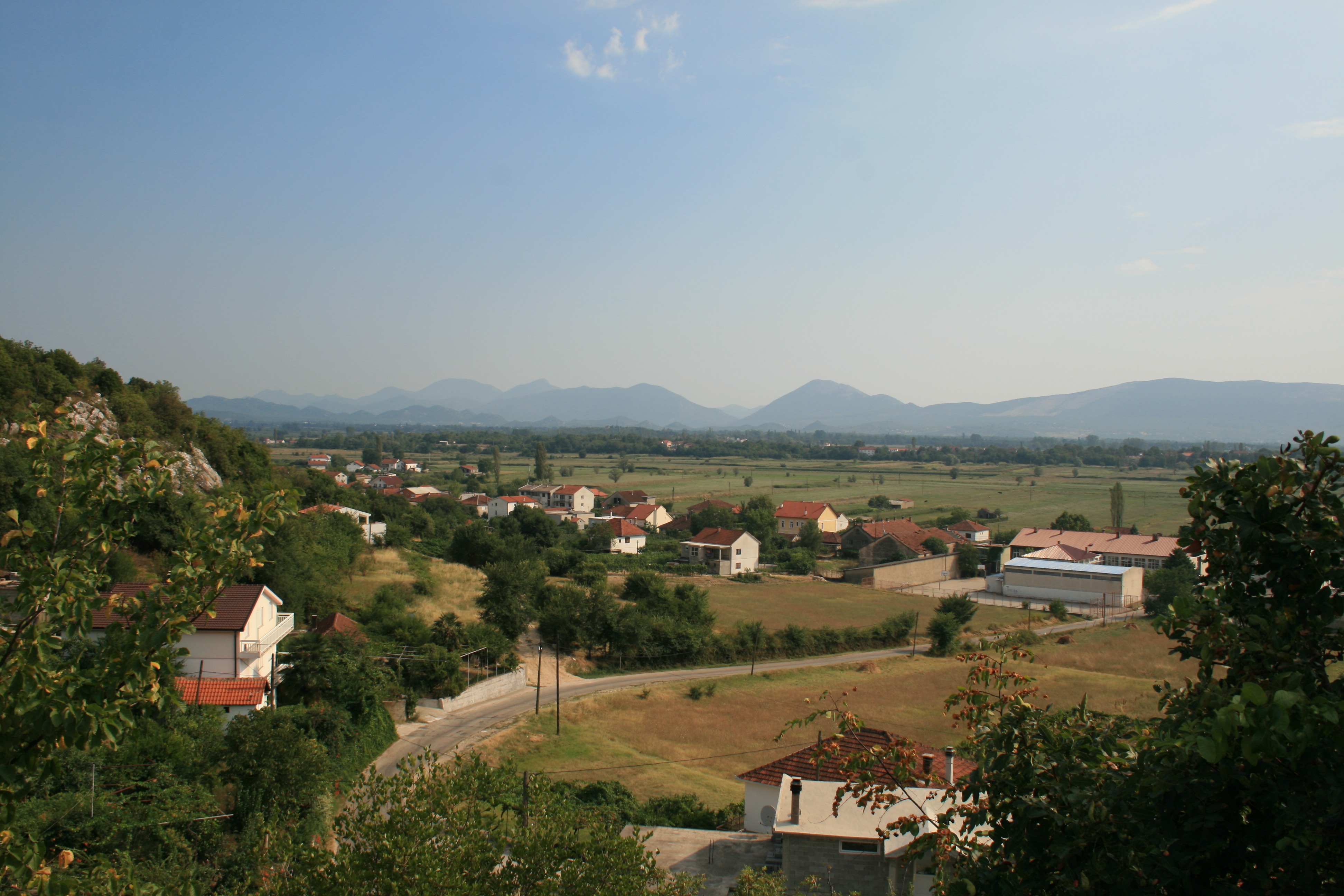
Des dépressions fertiles entre des soulèvements karstiques comme ici à Vitina façonnent le paysage

Du point de vue du paysage, Ljubuški appartient au pays de montagnes et de collines de l'Herzégovine, pays caractérisé par des soulèvements et des dépressions karstiques fertiles. Toutefois, même les soulèvements sont devenus plus verts grâce aux étés étonnamment pluvieux qu'a connus la région au cours des dernières années.
Les pâturages s'étendent sur environ 10 000 hectares tandis que près de 16 000 hectares sont boisés. On trouve dans ces derniers des feuillus comme des chênes, des charmilles et des frênes mais également beaucoup de pins et de sapins. Le point le plus haut du territoire est le mont Vrlosin (959 m).

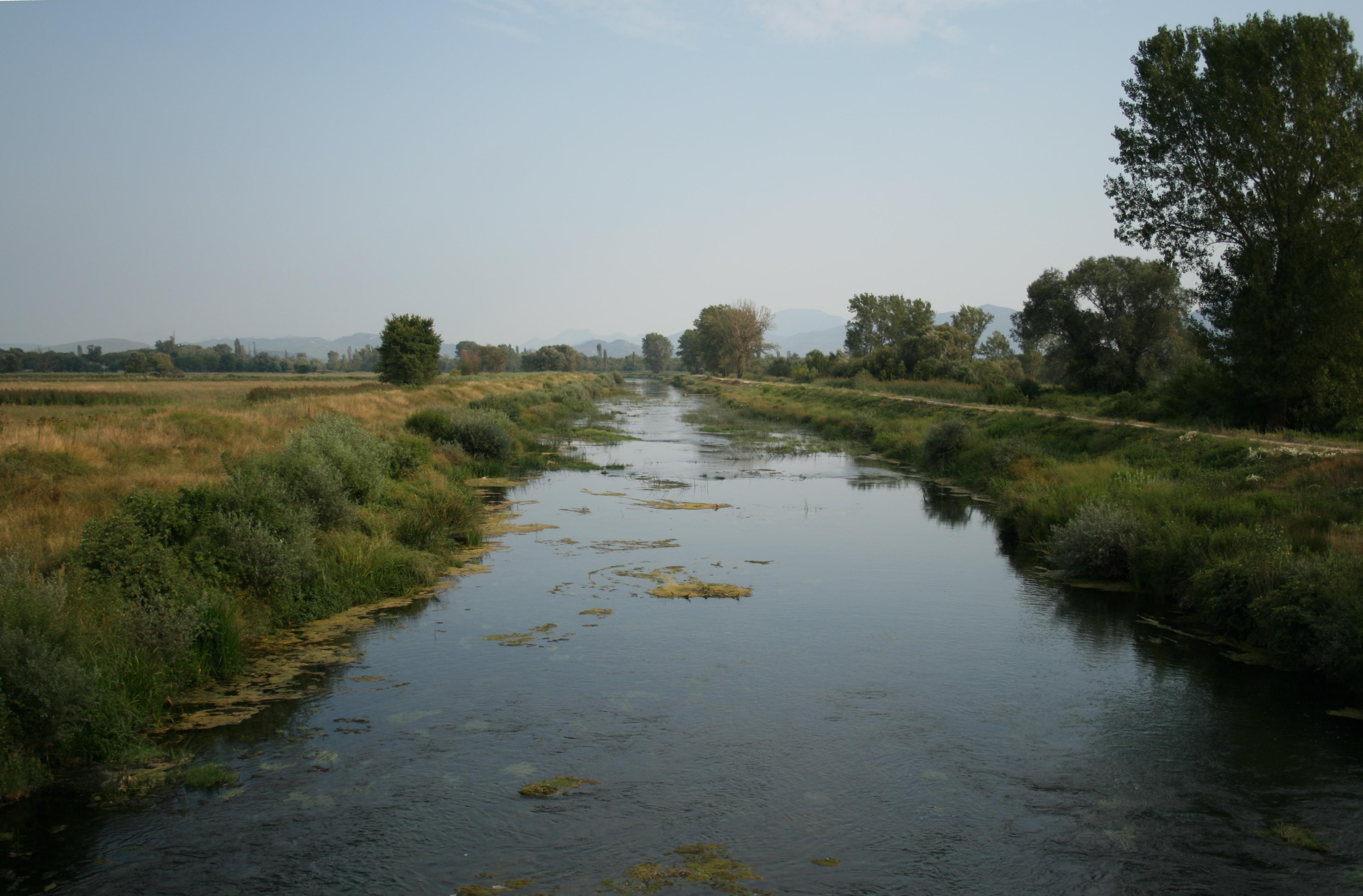
Le Trebižat irrigue les champs naturellement

La rivière Trebižat qui prend sa source sur le territoire de Grude dans la localité de Peć-Mlini directement à la frontière avec la Croatie, est un irrigateur important. Après un cours long de 50 km - en majeure partie à travers le territoire de Ljubuški – le Trebižat se déverse dans la Neretva. La rivière est riche en poissons et en anguilles et montre de nombreux rapides et chutes d'eau. Les chutes de Kravica dans le village de Studenci et celles de Koćuša dans le village de Veljaci sont célèbres. Il existe deux théories quant au Trebižat, son nom peut se traduire par « fuir par trois fois ». D'après des croyances populaires, le nom aurait été choisi parce que la rivière disparaît trois fois de la surface pendant son trebizatto.

### Climat
Ljubuški jouit d'un climat tempéré chaud, avec une température moyenne annuelle de 15,2 °C ; juillet est le mois le plus chaud de l'année, avec une moyenne de 24,9 °C. Le mois le plus froid est janvier avec une moyenne de 6,1 °C. La moyenne des précipitations annuelles est de 1 286 mm/m2, avec les précipitations mensuelles les plus faibles en juillet et les plus élevées en décembre.
| Mois                                 | Janv | Fév  | Mars | Avr  | Mai  | Juin | Juil | Août | Sept | Oct  | Nov  | Déc  | Année |
| ------------------------------------ | ---- | ---- | ---- | ---- | ---- | ---- | ---- | ---- | ---- | ---- | ---- | ---- | ----- |
| Températures maximales moyennes (°C) | 9,2  | 11,2 | 14,7 | 18,3 | 23,3 | 27,0 | 30,7 | 30,3 | 26,6 | 20,9 | 14,6 | 10,6 |       |
| Températures moyennes (°C)           | 6,1  | 7,6  | 10,3 | 13,5 | 18,0 | 21,6 | 24,9 | 24,6 | 21,2 | 16,4 | 11,1 | 7,6  | 15,2  |
| Températures minimales moyennes (°C) | 3,1  | 4,1  | 6,0  | 8,7  | 12,8 | 16,3 | 19,1 | 18,9 | 15,8 | 11,9 | 7,7  | 4,7  |       |
| Précipitations moyennes (mm)         | 138  | 126  | 109  | 105  | 78   | 65   | 42   | 56   | 87   | 126  | 176  | 178  | 1286  |

## Histoire

### Antiquité

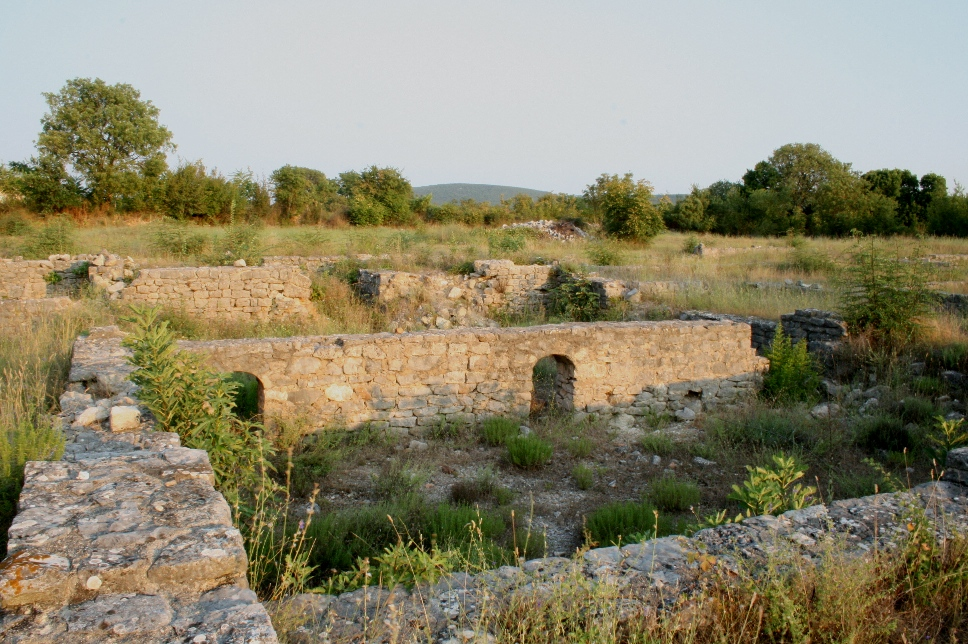
Le camp romain de Gračine

Des restes d'os, de pierres et d'objets en métal montrent que la région autour de Ljubuški était déjà peuplée à l'âge de la pierre. Ces découvertes sont aujourd'hui exposés au musée du couvent franciscain de Humac. La plupart des pièces sont de l'âge du bronze et de l'âge du fer, quelques-unes du début de l'âge de la pierre. On peut en déduire que les habitants installés à cette époque sont des Illyriens qui ont été persécutés par les Romains à partir du IIIe siècle av. J.-C. et asservis au Ier siècle av. J.-C.. Le fait que la région est restée peuplée pendant l'occupation romaine est attesté par les vestiges d'un ancien campement militaire romain à Gračine. Grâce à des fouilles qui ont mis au jour de nombreux objets de valeur comme des monnaies, des vases, des verres, des outils et des armes, on a longtemps supposé que les ruines étaient les restes d'une ville de commerce antique appelée Bigeste. Depuis, on pense que les restes de mur mis au jour étaient un camp auxiliaire luxueux dans lequel des vétérans avaient pris leurs quartiers. Ce site est aujourd'hui protégé au titre des monuments nationaux.

### Moyen Âge

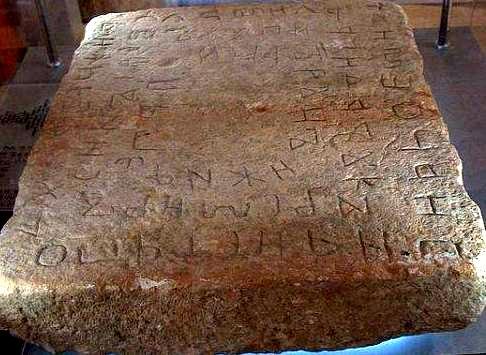
La plaque de Humac

Au cours de la conquête territoriale des Slaves dans les Balkans, de nombreuses seigneuries se sont formées à partir du VIIe siècle le long de la côte adriatique orientale. Si l'on en croit les descriptions de l'empereur byzantin Constantin VII Porphyrogénète, l'actuel territoire de Ljubuški a tout d'abord fait partie de la Paganie dominée par des pirates narentins ; le territoire de la ville faisait partie de la żupa de Rastoka au sud.
La région n'a probablement été christianisée qu'au XIe siècle après que l'État païen a été incorporé à la Zachlumie. Un des indices accréditant cette thèse est la plaque de Humac (Humačka ploča) datée des XIe et XIIe siècles qui décrit en ancien croate et en écriture Bosančica la consécration d'une église. Cette plaque est l'un des plus anciens témoignages d'une scripturalité croate. Cette plaque est aujourd'hui conservée au musée du couvent franciscain de Humac.
La plus ancienne mention d'une localité correspondant à l'actuelle commune de Ljubuški date de la fin du XIIe siècle. Il s'agit du village actuel de Veljaci désigné dans la Chronique du Pope de Dioclée comme paroisse de Vellica.

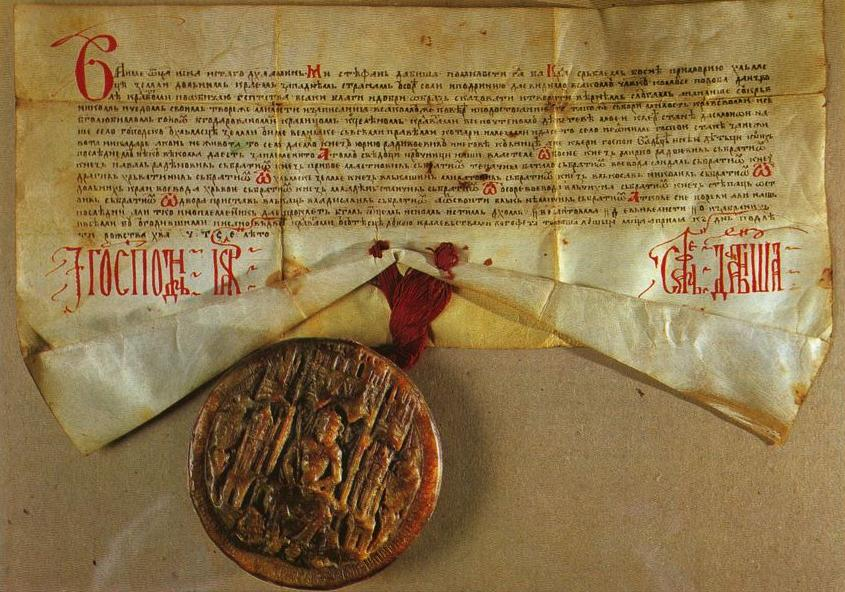
Acte de donation du 26 avril 1395 : le roi Dabiša transmet son village seigneurial de Veljaci à sa fille Stana

En 1326, toute la région est conquise par le ban bosniaque Stjepan II Kotromanić et annexé à la principauté de Bosnie. Toutefois, en 1357, son successeur Tvrtko Ier cède le territoire situé entre les fleuves Cetina et Neretva au roi Louis Ier de Hongrie comme dot pour le mariage conclu entre lui et sa cousine Élisabeth de Bosnie en 1353. Après la mort de Louis en 1382, Élisabeth mêle le roi Tvrtko à plusieurs conflits avec la Hongrie. Après qu'elle est assassiné en 1387, Tvrtko reprend le contrôle des territoires qu'il avait cédés en 1357, et cela de manière violente. Dans la forme, ces derniers ne sont réintégrés au royaume de Bosnie que sous son successeur Stjepan Dabiša après le traité de paix signé avec Sigismond Ier du Saint-Empire en 1394.
Ljubuški est citée pour la première fois en 1438 sous le nom de Liubussa. On trouve également en 1444 les dénominations Lubiusa et avant tout Lubussa. À cette époque, le royaume de Bosnie est en proie à une forte pression de l'Empire ottoman et perd de plus en plus le contrôle de son territoire. Le duc Stefan Vukčić Kosača devenu puissant dans le sud de la Bosnie profite de la situation en 1448 pour arracher au royaume les territoires sur lesquels il règne.

### Période ottomane
C'est probablement au début de 1479 que la ville de Ljubuški est intégré à l'Empire ottoman. Ce n'est qu'à cette période ottomane que Ljubuški accède à un statut prééminent par rapport aux autres localités du territoire communal actuel (à commencer par la paroisse de Veljaci). Les rapides travaux de construction des fortifications de la forteresse médiévale entrepris par les Ottomans et la réalisation de la première mosquée construite à Ljubuški en 1558 par l'architecte Nesuh-aga Vučjaković converti à l'Islam semble accréditer cette thèse. La construction de la mosquée peut également être l'indication d'une commune musulmane antérieure.
En ce qui concerne les rapports entre les Ottomans et les catholiques, on peut penser qu'ils ont été tolérants jusqu'au milieu du XVIe siècle. Toutefois, en 1563, de nombreux monastères franciscains sont ravagés ce qui cause le départ de la majorité des ecclésiastiques pour la Dalmatie vénitienne. Par la suite, Ljubuški n'est pas un territoire calme. Le voyageur Evliya Çelebi écrit qu'il évite la ville « parce que l'ennemi y est très rebelle ». Quelques passages plus tard, lors d'un séjour à Mostar, il raconte une bataille avec les « infidèles de Ljubuški ». Le XVIIe siècle est le siècle des Haïdouks qui commencent à coloniser la côte Croate (Hrvatsko Primorje) et l'arrière-pays dalmate et qui lancent de véritables raids contre les caravanes commerciales ottomanes.
Du point de vue administratif, Ljubški a exclusivement le statut de ville fortifiée (k'ala) du fait de sa grande proximité avec la frontière, cela de la période ottomane jusqu'au XVIIIe siècle. La ville fait partie du ressort judiciaire (kadılık) d'Imotski. Ce n'est que lorsque Imotski est cédé à Venise en 1718 après le traité de Passarowitz que Ljubuški accède à son tour au statut de kadılık, faisant pour la première fois de la ville un des centres administratifs de la région. Au XIXe siècle, Ljubuški perd peu à peu son caractère défensif et voit son agriculture se développer sous le règne du vizir Ali-pacha Rizvanbegović qui introduit la culture du riz et des olives.

### Époque austro-hongroise

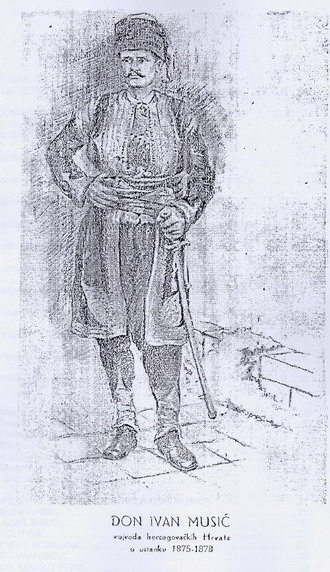
Don Ivan Musić – Dessin de la fin du XIXe siècle

En 1875, une insurrection menée par Ivan Musić éclate à Gabela près de Čapljina. La population chrétienne se soulève alors contre leur seigneur ottoman. Des combats ont également lieu sur le territoire de Ljubuški aux alentours de Klobuk - d'où est originaire Musić - et de Šipovača. La situation ne se calme que lorsque le congrès de Berlin attribue la Bosnie et la Herzégovine à l'Autriche-Hongrie et que l'armée austro-hongroise marche sur Ljubuški le 2 août 1878 sous la conduite du général Stephan von Jovanovič.

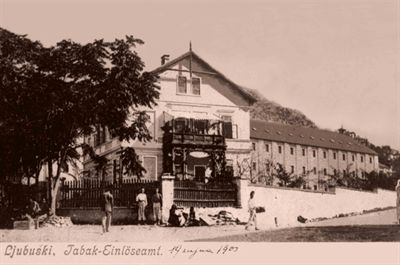
Office d'endossement-tabac à Ljubuški vers 1900

L'image des bas-quartiers de la ville situés dans la vallée va longtemps être imprégnée par les années d'administration austro-hongroise. La plupart des bâtiments officiels encore utilisés aujourd'hui (mairie, lycée, etc.) ont été construits dans le tournant du XIXe siècle. Il en va de même pour la majeure partie des routes traversant Ljubuški tout comme de nombreux ponts sur le Trebižat. Sur le plan administratif, les recensements réguliers de la population ainsi que le cadastre sont introduits tandis que l'agriculture est enrichie par la viticulture, domaine qui marque encore la ville aujourd'hui. La culture du tabac est également promue par les Austro-hongrois.
Dans les années après 1900, l'urbanisation et l'essor économique semblent toutefois connaître un véritable recul. Le 17 mai 1906 a lieu une grève dans l'industrie du tabac. Les autorités doivent envoyer 180 soldats et douze officiers pour la contenir. De plus, le nombre d'habitants passe de 3 964 à 3 287 entre 1895 et 1910. La Première Guerre mondiale apporte la famine et la pauvreté à Ljubuški, qui - conjuguées à la grippe espagnole - provoquent un autre recul du nombre d'habitants.

### De 1918 à 1991

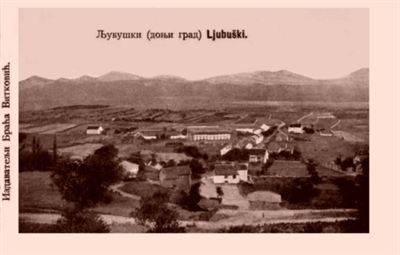
Carte postale datant des années 1920 à 1930

La situation ne s'améliore pas après la guerre où la ville intègre le royaume des Serbes, Croates et Slovènes nouvellement fondé. On ne rencontre plus alors qu'une économie de subsistance qui ne permet pas à la région de se développer. À cette époque le Parti paysan croate qui représente principalement des intérêts nationaux-croates, connaît un surcroît d'affluence. Lors des élections de 1920, le parti obtient 3 861 voix des 9 600 électeurs à Ljubuški, suivi du Parti paysan croate fédéral avec 3 013 voix. L'Organisation musulmane yougoslave et le Parti communiste obtiennent 509 voix tandis que les radicaux, les démocrates et les sociaux démocrates n'en obtiennent respectivement que 53, 28 et 17.
À partir de 1941 jusqu'à la fin de la Seconde Guerre mondiale, Ljubuški fait partie de l'État indépendant de Croatie et de la Grande Župa de Hum. Comparée aux autres communes de l'ancien État croate, celle de Ljubuški compte moins de morts. Cela est principalement dû au fait qu'il ne s'y trouve aucun Juif et très peu de Serbes. L'officier de liaison croate Laxa indique toutefois que plusieurs meurtres ont été perpétrés à Ljubuški dans la nuit du 30 juin au 1er juillet 1941. Ajoutons que l'on trouve près de 200 personnes originaires de la ville sur une liste d'environ 600 000 victimes de guerre regroupant toutes les nationalités. Des sources croates indiquent au contraire qu'environ 1 800 personnes ont été victimes d'actes de vengeance de la part des partisans de Tito vers la fin de la guerre. Parmi les victimes des partisans, on trouve par exemple cinq religieux catholiques franciscains, honorés aujourd'hui comme des martyrs :
- Julijan Kožul (né en 1906) prêtre à Veljaci, assassiné le 10 février 1945,
- Paško Martinac (né en 1882) prêtre à la retraite, assassiné le 10 février 1945,
- Martin Sopta (né en 1891) professeur de philosophie, assassiné le 11 ou 12 février 1945,
- Zdenko Zubac (né en 1911) prêtre à Ružići, assassiné le 13 février 1945,
- Slobodan Lončar (né en 1915) chapelain à Drinovci, assassiné le 13 février 1945.

Ces meurtres auraient été perpétrés parce que quelques fonctionnaires oustachis comme le ministre de l'intérieur Andrija Artuković et le commandant de camp Vjekoslav Luburić venaient de Ljubuški. Des décennies après la fin de la guerre, Ljubuški a encore l'image d'être le nid du fascisme oustachi.
Les communes se remettent très lentement de la guerre au sein de la république fédérative socialiste de Yougoslavie. Dans les années 1950, on installe l'électricité un peu partout puis le premier réseau téléphonique. Même les domaines auparavant délaissés comme l'éducation et l'industrie sont repris en main par Tito qui crée de nouvelles écoles dans les villages et une fabrique de textile. Toutefois, Ljubuški - comme presque toute la Herzégovine - reste en retard par rapport au reste de l'État ce qui mène à une migration des habitants vers les grands centres urbains comme Zagreb. Lorsque les voyages vers les pays ouest-européens sont rendus possibles, de nombreux habitants de la ville partent pour l'Allemagne de l'Ouest. Alors que les années 1970 sont marquées par un court renouveau, les décennies qui suivent sont elles marquées par un nouveau déclin économique. Avec l'effondrement du communisme, de nouvelles élections libres ont lieu en novembre 1990. Les partis nationaux-croates remportent alors le plus de voix.

### Guerre de Bosnie-Herzégovine, accords de Dayton et aujourd'hui
Pendant la guerre de Bosnie-Herzégovine, Ljubuški est certes bombardée au printemps 1992 trois fois par des avions de l'armée populaire yougoslave mais elle reste relativement épargnée. Après que le Conseil de défense croate renforce ses territoires à la fin de l'été 1992, Ljubuški intègre à son tour la république d'Herceg-Bosna. Lorsque le conflit croato-bosniaque s'amplifie en 1993, une grande partie des Bosniaques de Ljubuški est chassée par le Conseil de défense croate. Selon des témoignages d'un Bosniaque chassé, des habitants croates se sont opposés à l'expulsion de leurs voisins bosniaques. Par la suite, d'autres réfugiés - pour la plupart des Croates du centre de la Bosnie - sont logés dans les maisons et les appartements des expulsés.
Jusqu'à la fin de la guerre, la commune de Ljubuški compte environ 50 morts dont la plupart étaient des soldats du Conseil de défense croate. Depuis les accords de Dayton en 1995, Ljubuški fait partie de la fédération de Bosnie-et-Herzégovine et du canton de Herzégovine de l'Ouest. Aujourd'hui, environ 600 Bosniaques vivent dans la ville en ayant de très bons rapports avec les Croates. La lenteur du retour des réfugiés peut s'expliquer par la faiblesse du marché du travail.

## Localités

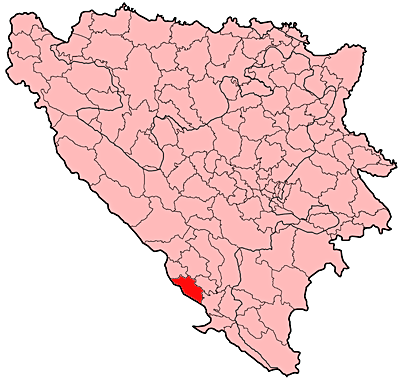
Localisation de la municipalité de Ljubuški en Bosnie-Herzégovine

La municipalité de Ljubuški compte 35 localités :
| - Bijača - Cerno - Crnopod - Crveni Grm - Dole - Grab - Grabovnik | - Gradska - Greda - Grljevići - Hardomilje - Hrašljani - Humac - Kašće | - Klobuk - Lipno - Lisice - Ljubuški - Miletina - Mostarska Vrata - Orahovlje | - Otok - Pregrađe - Proboj - Prolog - Radišići - Stubica - Studenci | - Šipovača - Teskera - Vašarovići - Veljaci - Vitina - Vojnići - Zvirići |

## Population

### Démographie

#### Villeintra muros
L'évolution historique de la population dans la ville intra muros est :
| 1948  | 1953  | 1961  | 1971  | 1981  | 1991  | 2013  |
| ----- | ----- | ----- | ----- | ----- | ----- | ----- |
| 2 142 | 2 105 | 2 168 | 2 804 | 3 700 | 4 198 | 4 023 |

|  |

La répartition de la population par nationalités dans la ville intra muros en 2013 est :

#### Municipalité

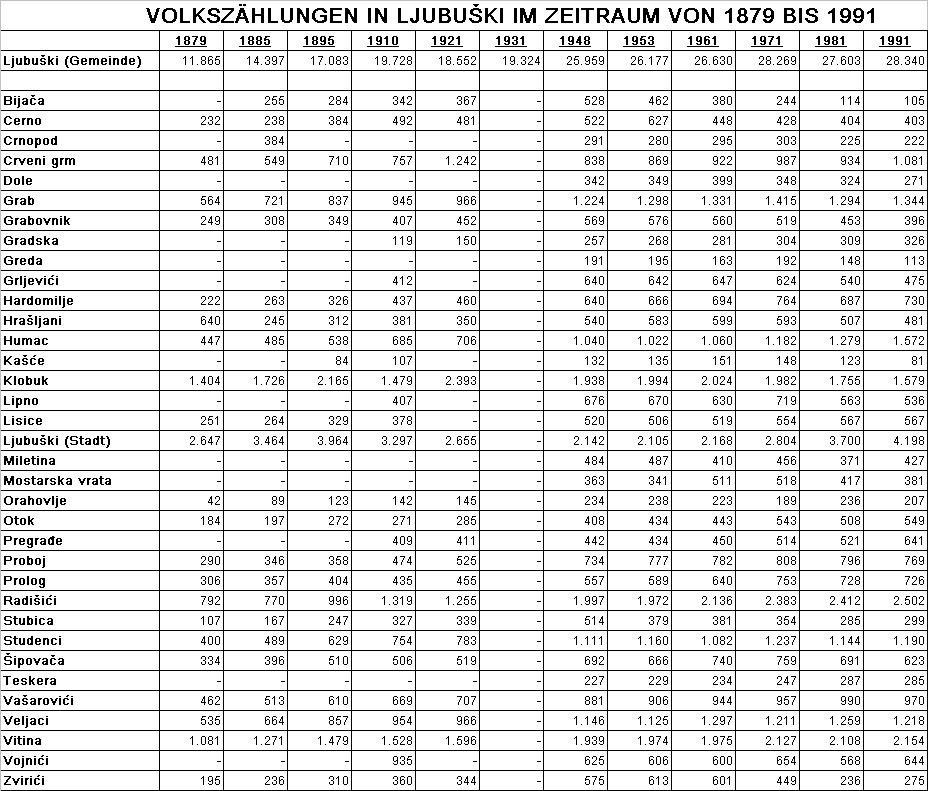
Résultats des recensements de toutes les localités de la commune de 1879 à 1991

L'évolution historique de la population dans la municipalité est :
| 1948   | 1953   | 1961   | 1971   | 1981   | 1991   | 2013   |
| ------ | ------ | ------ | ------ | ------ | ------ | ------ |
| 25 959 | 26 177 | 26 630 | 28 269 | 27 603 | 28 340 | 29 521 |

La répartition de la population par nationalités dans la municipalité en 2013 est :

### Religions

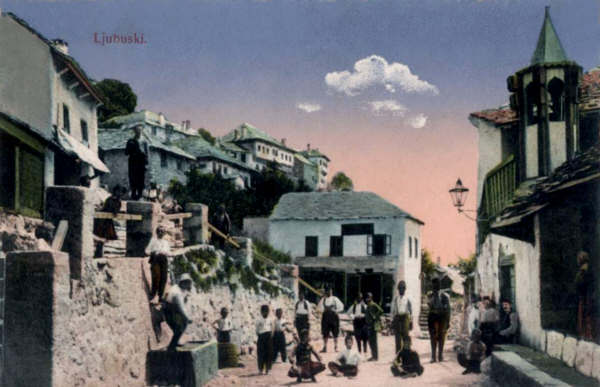
Gožulj au début du XX

Comme c'est le cas dans toute la Bosnie et toute la Herzégovine, à Ljubuški aussi la confession religieuse est étroitement liée à l'appartenance ethnique. Localement, les deux principales religions de la municipalité sont le catholicisme pour les Croates et l'islam pour les Bosniaques ; la religion catholique est majoritaire.
. 

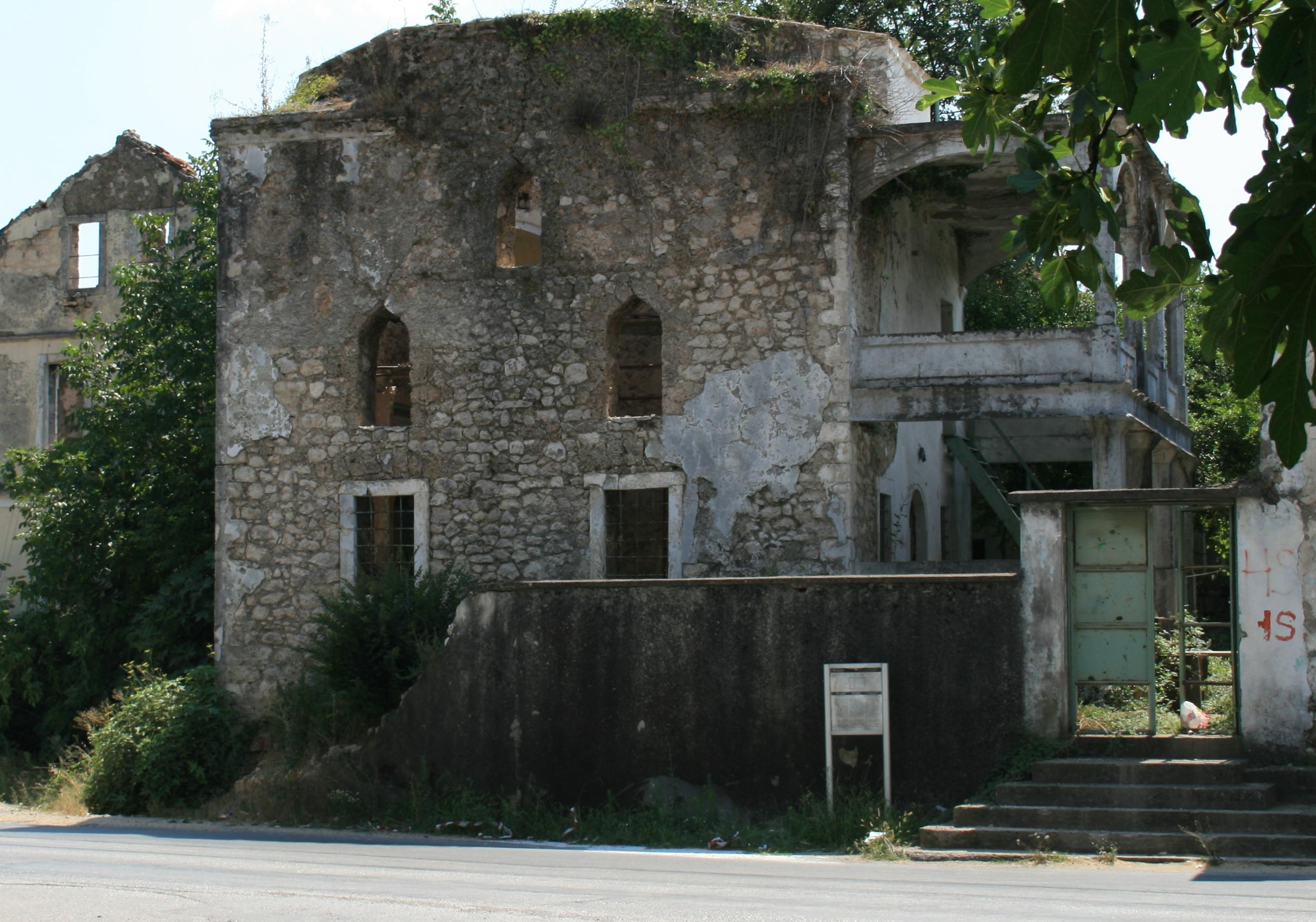
La mosquée d'Ali-bey Kapetanović de Vitina, avant sa reconstruction

Il y a des mosquées dans seulement trois des 35 localités formant la municipalité. 
On en trouve trois dans la ville de Ljubuški, une dans le village de Gradska et une autre à Vitina, la mosquée d'Ali-bey Kapetanović, inscrite sur la liste des monuments nationaux du pays, qui a été ravagée en 1993 et qui a été reconstruite en 2009. 
À Ljubuški, les mosquées se situent dans les hauts-quartiers anciens appuyés contre la montagne Buturovica où les musulmans traditionnels n'ont cessé d'habiter jusqu'à aujourd'hui. 
La plus ancienne mosquée se trouve au nord-ouest du versant appelé Žabljak, une autre se trouve au sud-est dans un lieu nommé Gožulj, tandis que la plus récente des trois mosquées se trouve à Pobrišće non loin du centre-ville moderne.
En ce qui concerne l'administration catholique, le territoire de Ljubuški est divisé en cinq « cures » (Veljaci, Humac, Klobuk, Vitina et Šipovača) qui relèvent de l'évêché de Mostar-Duvno. Ljubuški se trouve elle-même dans la cure de Humac, ce qui a permis à cette dernière d'acquérir une position renforcée par rapport aux autres cures. On a un jour envisagé d'élever Antoine de Padoue, le saint patron de la cure, au rang de patron de la commune entière qui n'a toujours pas de saint patron propre. Le culte marial a un statut très particulier, le 15 août, à l'occasion de l'Assomption, des pèlerinages ont lieu vers Međugorje.
Malgré les événements de 1993, La cohabitation pacifique des deux religions à Ljubuški sert de modèle à la nation tout entière. La majorité des hommes prennent certes leur confession plus au sérieux qu'auparavant, mais le climat social au sein de la population reste marqué par une tolérance réciproque[réf. souhaitée].

### Langue
La langue quotidienne à Ljubuški est la variante ikavienne du chtokavien répandue à l'ouest de la Herzégovine. Elle montre des différences marquées avec les langues croates et bosniaques standard (par exemple : srića au lieu de sreća pour 'bonheur', dite au lieu de djete pour 'enfant' ou mliko au lieu de mlijeko pour 'lait'). La forme infinitive et la première personne du singulier des verbes sont différentes des langues standard (par exemple : radit au lieu de raditi pour 'travailler' plus particulièrement radin au lieu de radim pour 'je travaille'). Comme en Dalmatie, de nombreuses diphtongues sont courbées (par exemple : fala au lieu de hvala pour 'merci' ou jubav au lieu de ljubav pour 'amour'). A Ljubuški, par l'influence des Bosniaques autochtones, cela est également valable pour les sons č et dž (par exemple : đamija au lieu de džamija pour 'mosquée' ou ćesma au lieu de česma pour 'robinet'). Les autres particularités par rapport aux autres dialectes ikaviens sont : P muet lorsqu'il est situé en début de mot et qu'une consomme le suit (par exemple : tica au lieu de ptica pour 'oiseau'), l'élision du son O lorsqu'il est en début de mot ou lorsqu'il se situe après une voyelle en fin de mot (par exemple : vako au lieu de ovako pour 'ainsi' ou moga au lieu de mogao pour 'avoir pu quelque chose'), tout comme l'élision du son H, qui est en général retiré ou remplacé par d'autres sons (par exemple : tit au lieu de htjeti pour 'vouloir' ou mavat au lieu de mahati pour 'faire signe'). Parmi les anciens principalement, le nom Hercegovina et prononcé Ercegovina.

## Politique

### Administration et partis
Le conseil municipal (općinsko vijeće), qui est le comité supérieur de la commune, compte 23 sièges et est élu tous les quatre ans au cours d'élections municipales nationales. Dans le même temps, le maire (načelnik općine) est élu directement. Si aucun des candidats n'obtient la majorité absolue, on met en place un scrutin uninominal majoritaire à deux tours. Le maire en place depuis 2004 est Nevenko Barbarić qui s'est attaché lors de son premier mandat à favoriser le tourisme et l'agriculture tout comme à rénover les bâtiments historiques. Il s'est également fixé comme but d'instituer un jardin d'enfants, de créer un cimetière municipal et d'amener une solution durable au traitement des ordures ménagères. Lors des élections de 2008, Nevenko Barbarić est réélu au premier tour avec 5 559 voix (52,77 %).
Tout comme cela a été le cas jusqu'à la division de la Communauté démocratique croate (HDZ 1990) en 2006 dans l'ensemble de la Herzégovine, l'Union démocratique croate de Bosnie et Herzégovine (HDZ BiH) a été également longtemps la force politique dominante à Ljubuški. Lors des élections communales de 2004, le parti obtient encore plus de la moitié des suffrages exprimés en remportant 12 des 19 mandats au conseil municipal. Par contre, lors des élections législatives de 2006 à Ljubuški, l'Union n'a pu se démarquer de son parti dissident que lors de l'élection du gouvernement cantonal. Ce dernier parti s'était coalisé avec cinq autres petits partis orientés chrétien-démocrates. Lors des élections du gouvernement fédéral, la HDZ BiH et la HDZ 1990 se partagent les voix à environ 50/50. Lors des élections municipales de 2008, la HDZ BiH parvient certes à se démarquer du parti concurrent mais on voit que l'électorat s'oriente vers le centre chrétien-démocrate. On assiste d'une part lors de ces dernières élections à un renforcement des droites tendant au séparatisme (HSP BiH) et d'autre part à un renforcement d'une gauche explicitement centré sur la multi-ethnicité.
| Coalitions                    | Voix           |
| ----------------------------- | -------------- |
| HDZ BiH                       | 3 035 (42,6 %) |
| Union croate (u. a. HDZ 1990) | 2 489 (34,9 %) |
| HSP BiH et NHI                | 850 (11,9 %)   |

| Coalitions                           | Voix           |
| ------------------------------------ | -------------- |
| HDZ BiH, HNZ et Coalition croate     | 2 821 (39,5 %) |
| Union croate (entre autres HDZ 1990) | 2 615 (36,6 %) |
| HSP BiH et NHI                       | 1 190 (16,7 %) |

| Coalitions                           | Voix           |
| ------------------------------------ | -------------- |
| HDZ BiH, HNZ et Coalition croate     | 2 884 (40,9 %) |
| Union croate (entre autres HDZ 1990) | 2 691 (38,2 %) |
| HSP BiH et NHI                       | 879 (12,5 %)   |

| Partis                                             | Voix            | Sièges |
| -------------------------------------------------- | --------------- | ------ |
| HDZ BiH                                            | 3 818 (36,55 %) | 9      |
| HDZ 1990                                           | 2 248 (21,52 %) | 5      |
| HSP BiH                                            | 2 185 (20,92 %) | 5      |
| Parti populaire pour l'amélioration par le travail | 1 294 (12,39 %) | 3      |
| HNZ-HDU                                            | 315 (3,02 %)    | 1      |

### Élections locales de 2012
À la suite des élections locales de 2012, les 25 sièges de l'assemblée municipale se répartissaient de la manière suivante :
| Parti                                                            | Sièges |
| ---------------------------------------------------------------- | ------ |
| Union démocratique croate de Bosnie-Herzégovine (HDZ BiH)        | 12     |
| Parti croate du Droit de Bosnie-Herzégovine (HSP BiH)            | 6      |
| Union démocratique croate 1990 (HDZ 1990)                        | 4      |
| Parti populaire pour l'amélioration par le travail (Za boljitak) | 2      |
| Block croate du Droit de Bosnie-Herzégovine                      | 1      |

Nevenko Barbarić, membre de l'Union démocratique croate de Bosnie et Herzégovine (HDZ BiH), a été réélu maire de la municipalité,.

### Armoiries

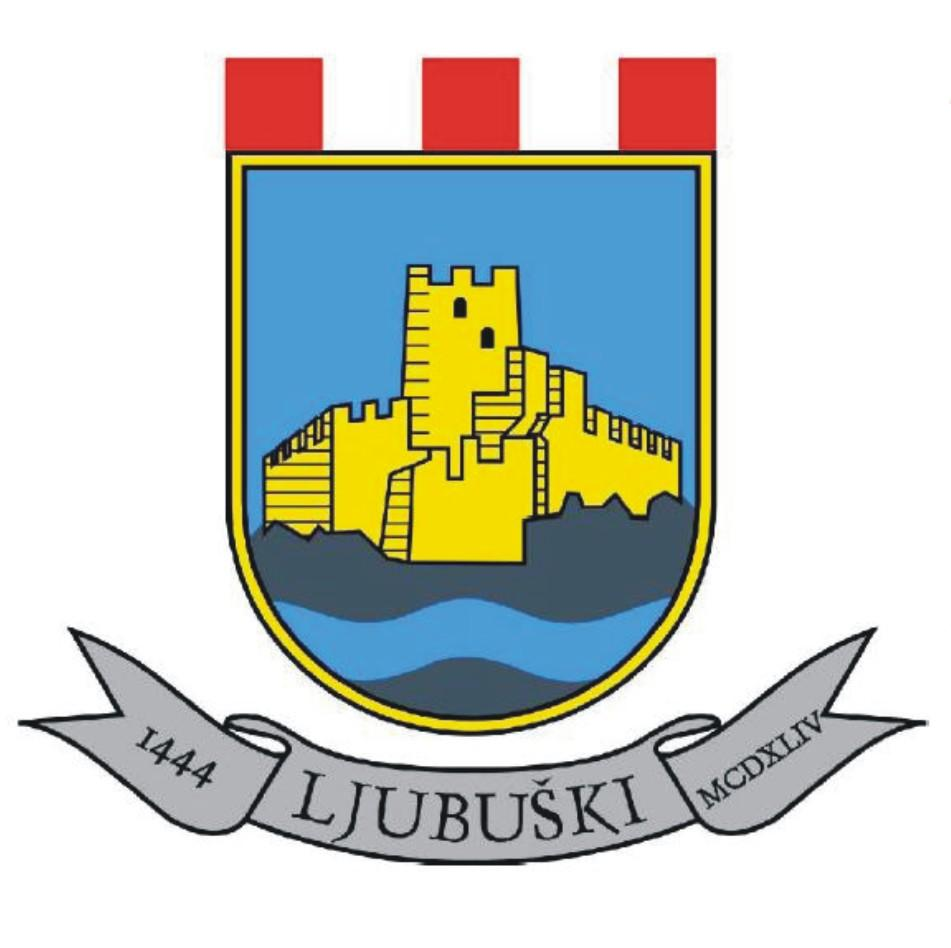
Blason de Ljubuški

Les armoiries de la commune de Ljubuški montrent une représentation stylisée d'un château médiéval sur la montagne Buturovica. Le blason est bleu clair et entouré d'or. Le château est doré pour rappeler l'Âge d'or et l'importance du lieu au début de l'époque moderne. La vague bleu clair traversant la montagne grise représente la rivière Trebižat. Le blason est couronné par trois carrés rouges disposés à égale distance. Ces carrés symbolisent la tradition de colonisation de la population croate. Sous le blason se trouve une banderole où sont inscrits le nom actuel de la ville au centre, l'année 1444 en chiffres arabes à gauche et en chiffres romains à droite.

## Économie et infrastructures

### Marché du travail
Il faut constater que les grandes entreprises nationalisées datant de l'époque de l'économie de plan et qui employaient énormément de personnes, ont arrêté le travail pour la plupart d'entre elles à l'image de l'industrie du textile qui ne joue plus aucun rôle. Aujourd'hui, les secteurs économiques principaux à Ljubuški sont ceux du commerce et de l'agriculture qui emploient près de trois quarts de la population active de la commune. La culture des vignes, du tabac, du maïs et du riz reste traditionnelle. Au cours des dernières années, l'apiculture s'est développée et une Fédération d'apiculteurs s'est formée. Au sein de la ville, c'est plus dans les domaines de l'hôtellerie et des services que la majorité des personnes travaillent. On trouve en effet d'une part beaucoup de bars et de cafés et d'autre part des entreprises d'assurance comme Euroherc ou Croatia osiguranje.
Le marché du travail s'était positivement développé entre 1998 et 2006 et le taux de chômage avait baissé de près de 10 %,. Toutefois les augmentations d'impôts en 2007 ont conduit à de multiples licenciements et à une rupture du développement économique. Les taux de chômage sont alors montés à 35,5 %. Le salaire moyen à Ljubuški a quant à lui progressé de près de 4 % et s'élève à 625,99 marka.

### Tourisme
Faire du tourisme un secteur économique important est l'une des ambitions principales de la commune de Ljubuški. Les sites naturels remarquables sont fréquentés depuis des années mais la commune veut développer le tourisme culturel. Le but à court terme est d'attirer les pèlerins pour Međugorje à participer à des excursions vers Ljubuški. Les retombées économiques devraient faire naître une infrastructure dédiée au tourisme puisque jusqu'à aujourd'hui, les possibilités de logements manquent. Avant la guerre, Ljubuški comptait un hôtel dans le centre-ville qui appartenait à la commune socialiste et d'autres logements plus petits gérés de manière centralisée. Au cours de la guerre, l'hôtel a été fermé et est aujourd'hui en ruine. La commune s'efforce aujourd'hui de vendre le tout mais les potentiels acheteurs ne se sont intéressés qu'au terrain et aux parcelles près des chutes de Kravica. Personne ne veut acheter l'hôtel pour le rénover. Aujourd'hui, le seul l'hôtel présent est le trois étoiles Hum qui appartient à la compagnie d'assurance Croatia osiguranje et qui ne compte que huit chambres.

### Transport
La ville de Ljubuški n'est pas raccordée au réseau ferré. Le trafic se fait principalement par route. 
On rencontre peu de bouchons au cœur de la ville mais la M6 (Čapljina–Ljubuški–Grude) très fréquentée rend le trafic gênant et beaucoup souhaitent la mise en place d'une déviation. 
La municipalité préfèrerait renoncer à un projet si coûteux et construire une autoroute. 
L'axe Mostar–Čitluk–Ljubuški–Frontière croate passe à l'est de la ville tandis que l'axe parallèle Metković–Teskera–Grab passe au sud. 
La rue principale désenclave le centre-ville dont les rues sont souvent à sens unique. 
Les routes se trouvent dans un bon état. 
Deux fois par jour des bus relient Mostar et Split. 
De plus, un bus partant de Neum va à Vienne en s'arrêtant à Zagreb et Graz. La gare la plus proche se trouve à 18 km, à Čapljina, l'aéroport de Mostar est à 40 km.

### Eau et électricité
En ce qui concerne l'approvisionnement en eau, c'est la commune de Ljubuški qui en est responsable. Malgré la richesse en eau, il n'y avait jusqu'à peu que 40 % de la superficie communale couverte par le réseau. Après des grands travaux au printemps et à l'été 2007, les localités de Otok, Veljaci, Vojnići, Šipovača, Orahovlje, Grab, Lisice, Teskera et Hardomilje sont raccordées au réseau depuis le début de l'année 2008. Depuis que les travaux à Grabovnik ont été menés à leur terme à la mi-février 2008, les travaux à l'est doivent être mis en chantier. Le maire Barbarić part du principe que 70 % de la commune sera couverte par le réseau. Un problème beaucoup plus important est celui de l'évacuation des eaux usagées. La plupart des foyers disposent de fosses septiques. Il existe un réel danger de pollution des sources d'eau potable.
L'électricité utilisée dans la commune vient pour une petite partie de la centrale hydraulique de Tihaljina et en grande partie de la station de transformation de Mostar.

### Éducation
Ce n'est que sous les Habsbourg que l'éducation au sens moderne est introduite par la création de l'école de Veljaci en 1886. Depuis, elle s'est développée. Il existe aujourd'hui à Ljubuški, Vitina et Humac trois écoles élémentaires indépendantes où doivent être faites les huit années d'école obligatoires. Ces trois écoles dirigent les écoles de villages qu'elles ont sous leurs ordres. Dans ces écoles de village, quatre années d'enseignements doivent être suivies.
L'école Marko Marulić à Ljubuški est construite en 1949 et ouverte sous le nom 29 octobre en hommage au jour de la libération de la ville par les partisans de Tito. Après que ses capacités n'ont plus suffit en 1983 pour les 5èmes et 8èmes classes, l'école de Humac a été transformée en école élémentaire. La plus ancienne école élémentaire est celle de Vitina, école de village depuis 1903 puis école élémentaire depuis 1955.
Afin que les enfants puissent poursuivre leur formation, le gouvernement socialiste de l'ancienne Yougoslavie construit un lycée à Ljubuški en 1945. Les élèves de Grude, Čitluk et Vrgorac viennent alors à Ljubuški. À partir de 1961, le lycée s'installe dans le bâtiment du monastère des Sœurs de charité. Depuis 1994, il a à Ljubuški comme alternative au lycée une école professionnelle Ruđer Bošković où est dispensée une formation aux métiers de l'économie, de la mécanique et de l'électronique.
Il y a à Ljubuški une bibliothèque municipale et une bibliothèques appartenant aux Franciscains.

### Santé
On trouve à Ljubuški un hôpital ambulant et une ambulance à Vitina. Il y a peu de médecin de médecine générale et peu de spécialistes. Toutefois, des spécialistes de Mostar viennent à Ljubuški une fois par semaine pour couvrir les besoins de santé.

### Médias
Depuis le 29 avril 1992, la commune dispose d'une radio : Radio Ljubuški. Pendant les bombardements de l'armée populaire yougoslave, celle-ci diffusait principalement des informations sur la guerre et avertissait la population civiles des attaques. Après la fin de la guerre, on réussit à faire une programmation commerciale et à vendre une part des plages publicitaires à des investisseurs privés.

## Culture

### Art
À Ljubuški on trouve cinq galeries dont la galerie d'art Majka (mère) du monastère franciscains à Humac. Cette collection compte environ 250 œuvres (environ 140 sculptures et 110 peintures) où la femme est représentée dans son rôle de mère. La plupart des œuvres d'art ont été réalisées par des artistes de Croatie, de Bosnie et de Herzégovine. Quelques-unes ont été réalisées par des artistes de Slovénie, de Russie et du Congo.

### Musée
Le seul musée notable de la ville est le musée franciscain à Humac ouvert en 1884 ce qui fait de lui le musée le plus ancien de toute la Bosnie Herzégovine. La majorité des objets exposés viennent de la région proche de la Herzégovine et englobent une période allant de l'âge de la pierre au Moyen Âge. Hormis la plaque de Humac, on trouve des trouvailles archéologiques de l'antiquité romaine qui comptent parmi les objets les plus précieux du musée.

### Coutumes
Depuis 1999, il y a dans la commune de Ljubuški une multitude de créations d'associations culturelles et artistiques (Hrvatska Kulturna i Umjetnička Društva HKUD) qui se sont donné pour mission de préserver les traditions paysannes, les danses et les chants. Le costume traditionnel et la ganga différente dans chaque village font l'objet d'une attention toute particulière. La HKUD s'attache à préserver les folklores locaux et les danses tout comme les instruments régionaux : la gusle, la diple (sorte de Cornemuse) et le tamburica de Slavonie. Après avoir remporté quelques succès d'estime lors de concours internationaux de folklore, la HKUD crée un festival en 2005, c'est le Ljubuško silo. Il se tient tous les ans en été. Les associations culturelles de Croatie, de Pologne et de République tchèque sont régulièrement invitées. Le festival est devenu aussi populaire que le carnaval.
Le carnaval a lieu depuis 1999 et est devenu l'un des plus importants de Bosnie et de Herzégovine. Le cortège du carnaval a lieu en règle générale lors du mercredi des Cendres. Le maire remet alors les clefs de la ville au Grand Fou (meštar od karnevala) et par là même le gouvernement à la république carnavalesque de Ljubuški. Les fous se rendent alors sur une grande place publique ou dans un gymnase où le bouc-émissaire pour tous les péchés des 365 jours baptisé Marko Karneval est jugé. Les reproches qui lui sont faits sont pour la plupart dénués de sens mais il arrive qu'on lui reproche des choses réelles tandis qu'un défenseur argumente. Après avoir été jugé coupable, Marko Karneval est brûlé.

## Sport
Le club sportif le plus important à Ljubuški est le RK Izviđač Ljubuški, un club de handball ayant remporté le championnat national à plusieurs reprises. C'est le seul club sportif à Ljubuški ayant un réel rayonnement national. Le nombre de clubs sportifs s'est particulièrement accru dans les années 1990. Ains, on peut trouver un club de karaté depuis 1989, un club de boccia depuis 1990 ou encore un club de boxe depuis 2004. Il y a également un club d'athlétisme, plus ancien, du nom de HAK Ljubuški.
Le club de football de la ville, le HNK Ljubuški, a connu son plus haut niveau entre 1994 et 1996, pendant la guerre de Bosnie-Herzégovine. Aujourd'hui, le club joue en division inférieure.
On trouve deux infrastructures sportives de taille moyenne : la salle de handball du RK Izviđač contenant 4 000 places qui a déjà accueilli des matchs de la sélection nationale et le Babovac, le stade de football du HNK Ljubuški, ayant également une capacité de 4 000 places.
De plus, le marathon annuel qui relie Grude à Međugorje, passe par Ljubuški.

## Curiosités

### Monuments
L'emblème de Ljubuški est la forteresse médiévale qui se trouve sur la montagne Buturovica. Elle a probablement été construite au milieu du XVe siècle et forme la partie la plus ancienne de la ville. Les historiens ne savent pas si le duc Stjepan Vukčić Kosača est effectivement lié à sa construction. Malgré tout, les habitants appellent le château Kula Herceguša (la forteresse du duc).
Jusqu'à aujourd'hui, la forteresse n'a pas été sérieusement mise en valeur pour le tourisme, ce qui pour la population et particulièrement à l'époque yougoslave, a été une preuve du délaissement économique de la région. Tandis que l'image des ruines reproduites sur les cartes postales de l'époque austro-hongroise montre une ressemblance frappante avec la représentation faite de la forteresse sur les armoiries de la ville, le visiteur d'aujourd'hui doit faire preuve d'une grande imagination pour deviner le rapport entre le monument et les armoiries. Ce n'est qu'en 2006 que le conseil municipal a lancé un grand projet de restauration pour contrer les dégradation du temps. On accède à la forteresse par un chemin. Si la première partie longue d'un kilomètre est carrossable, les 500 derniers mètres doivent être faits à pied.

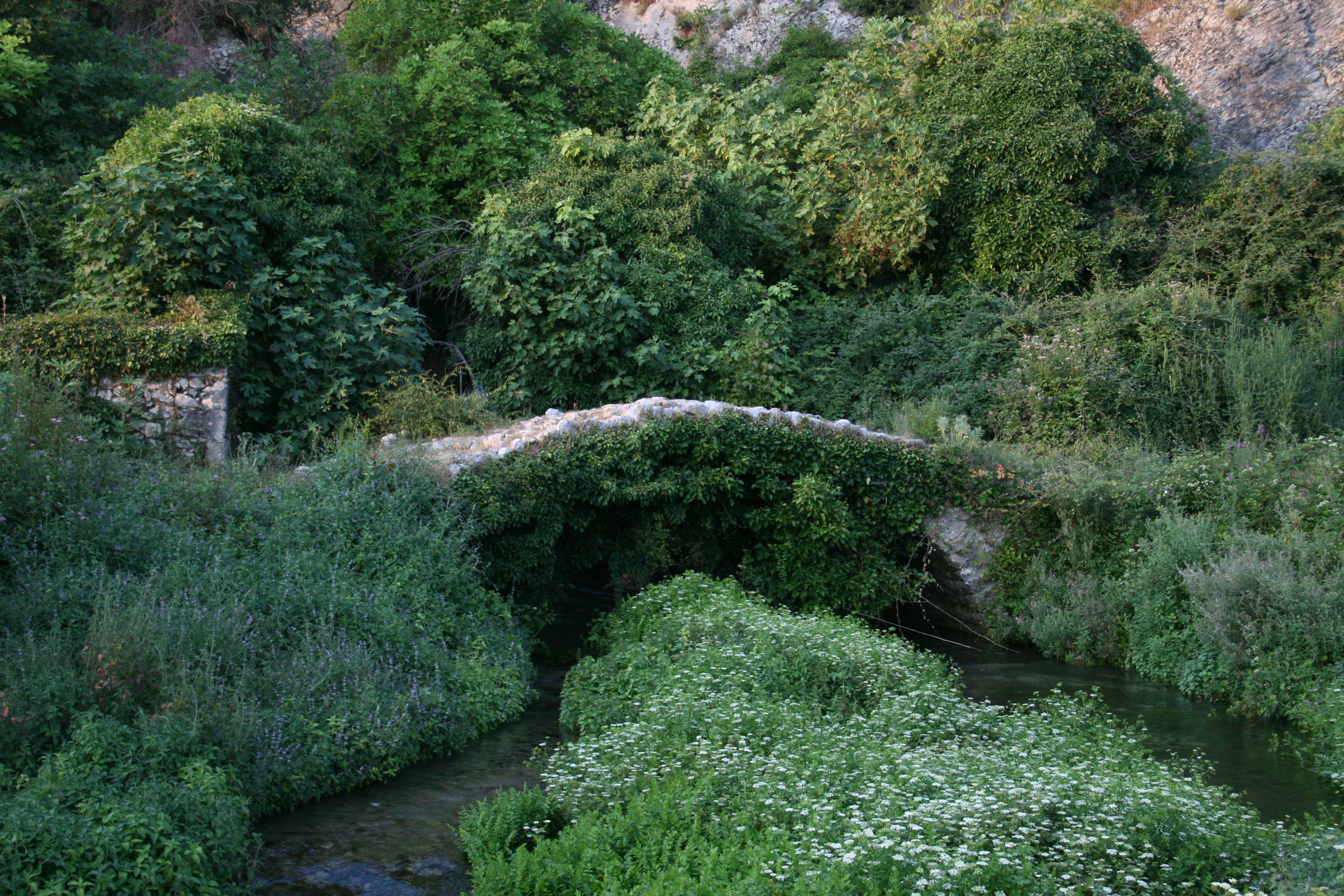
Ponts ottomans Studenci

Dans la partie de la ville marquée par les Ottomans qui commence un peu en dessous de la forteresse médiévale, le principal monument intéressant est la mosquée du XVIIe siècle (Žabljak). La plupart des autres constructions des Ottomans ont été abandonnées au début du XXe siècle et ne sont plus aujourd'hui que des ruines accessible par des sentiers cahoteux et dangereux en été du fait de la présence de serpents venimeux. Dans le centre-ville actuel, les bâtiments de l'époque des Habsbourg (mairie, lycée, etc.) sont à souligner.
Parmi les constructions du XXe siècle, les bâtiments du monastère franciscain doivent être cités. L'aile la plus ancienne du bâtiment remonte certes au milieu du XIXe siècle mais la plus grande partie a été aménagée dans les années 1960. L'église moderne, la pièce maîtresse du monastère, n'a été terminée qu'en 2004. De plus, il ne faut pas oublier la mosquée de Gradska construite en 1923 et rénovée en 2006, ni les tombes médiévales (stećci) que l'on trouve dans presque toutes les localités alentour. Parmi les nécropoles, on peut signaler la nécropole de Bijača qui abrite 33 stećci ; elle est inscrite sur la liste des monuments nationaux de Bosnie-Herzégovine et fait partie des 22 sites avec des stećci proposés par le pays pour une inscription au patrimoine mondial de l'UNESCO.

### Nature

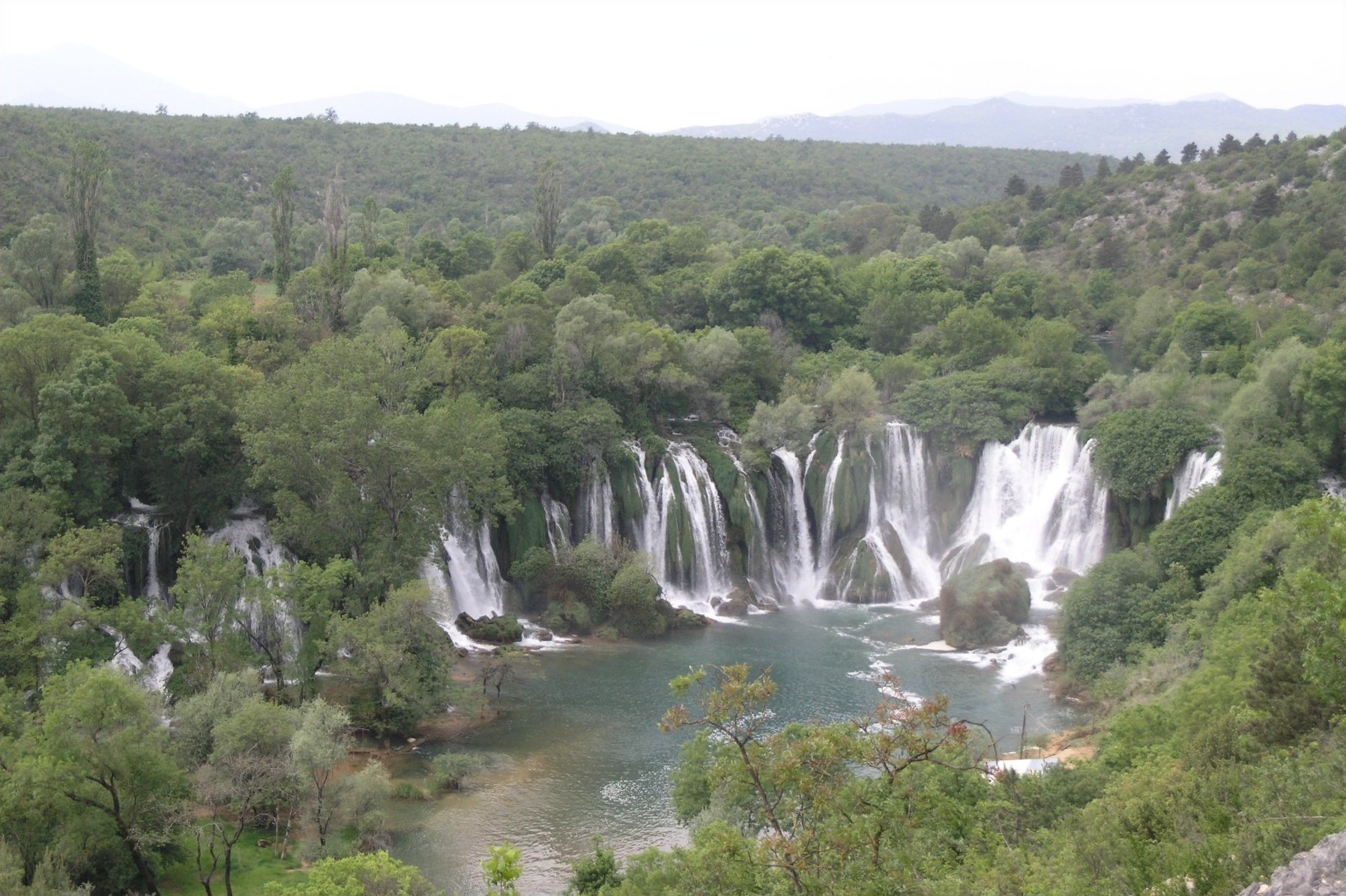
Chutes de Kravica

La région de Ljubuški est célèbre pour les chutes d'eau du Trebižat et en particulier pour les chutes protégées de Kravica près de Studenci. Ces chutes d'eau dont la hauteur varie de 26 à 28 mètres tombent d'un rebord en arc de cercle haut de 120 m. Les chutes laissent alors tomber une fine pluie faite d'eau et de boue qui a fait se développer une végétation endémique autour des chutes. Autrefois, les chutes ont été utilisées pour actionner des moulins à eau.
Dans la localité de Veljaci située en amont, on trouve la chute de Koćuša large de 30 m et haute de 10 à 12 m. Au contraire des chutes de Kravica, le débit de l'eau subit des variations saisonnières moins fortes. Les anciens moulins à eau près des chutes ont été conservés - certains encore en action - et peuvent être visités.
La population locale apprécie particulièrement la source du cours d’eau Vrioštica qui débouche après quelques kilomètres dans la Trebižat. Le cours d’eau prend sa source à Vitina au pied de la montagne Zelengora où la source a longtemps été considérée comme une source de jouvence légendaire. La source qui jaillit est claire et fraîche et conserve une température constante de 11−12 °C. À proximité immédiate de la source ont été aménagés un étang artificiel et un petit parc.

## Personnalités
- Lovro Šitović (né en 1682 à Ljubuški - mort le 28 février 1729 à Šibenik), écrivain
- Mehmed-beg Kapetanović Ljubušak (né en 1839 à Vitina - mort en 1902 à Sarajevo), homme politique, maire de Sarajevo (1893–1899)[50], et poète
- Don Ivan Musić (né le 24 décembre 1848 à Klobuk - mort en 1888 à Belgrade), chef de la révolte herzégovine de 1875–1878
- Petar Barbarić (né le 19 mai 1874 à Klobuk - mort en 1897 à Travnik), homme d'église et candidat à la canonisation
- Peter Tomich (né le 3 juin 1893 à Prolog - mort le 7 décembre 1941 à Pearl Harbor), héros de guerre et porteur de la Medal of Honor
- Andrija Artuković (né le 19 novembre 1899 à Klobuk - mort le 16 janvier 1988 à Zagreb), ministre de l'Intérieur
- Vjekoslav Vrančić (né le 25 mars 1904 à Ljubuški - mort le 25 mars 1990 à Buenos Aires), écrivain et homme politique
- Zvonimir Remeta (né le 12 décembre 1909 à Klobuk - mort en 1964 à Sarajevo), écrivain
- Izidor Papo (né le 31 décembre 1913 à Ljubuški – mort le 14 octobre 1996 à Belgrade), chirurgien, chef de l'académie médical militaire de Belgrade
- Vjekoslav Luburić (né le 3 mars 1914 à Humac - mort le 20 avril 1969 à Carcaixent), commandant du camp de KZ Jasenovac
- Lucijan Kordić (né le 9 juin 1914 à Grljevići - mort le 16 juin 1993 à Široki Brijeg), poète
- Džemal Muminagić (né en 1920 à Ljubuški), maire de Sarajevo (1967–1973)[50],
- Veselko Koroman (né le 7 avril 1934 à Radišići), écrivain
- Blaž Kraljević (né le 17 juin 1947 Lisice - mort le 9 août 1992 à Kruševo), chef des troupes de l'HOS
- Denis Buntić (né le 13 octobre 1982 à Ljubuški), handballeur croate
- Mirko Alilović (né le 15 octobre 1985 à Ljubuški), handballeur croate